# Castrul roman de la Bumbești-Jiu (1)
Castrul se află pe malul drept al Jiului și datează de la începutul secolulului al II-lea, din perioada războaielor de cucerire a Daciei, fiind un castru de marș.